# Polesien

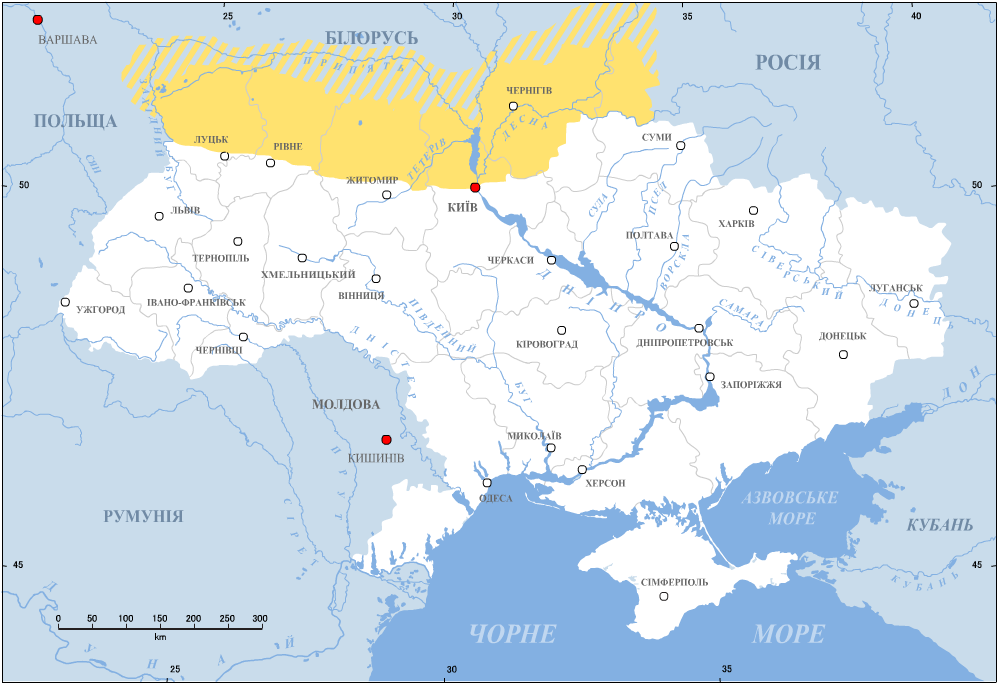
Polesien (markerat med gult) på en karta av Ukraina.

Polesien, eller polesieregionen, (polska Polesie, belarusiska Палесьсе (Paljessie), ukrainska Полісся (Poliss-ja), ryska Полесье (Polesie), latin Polesia) är en historisk och geografisk region i sydvästligaste delarna av den Östeuropeiska slätten, huvudsakligen belägen i Belarus och Ukraina, men även delar av Polen och Ryssland räknas till området. 
Polesien omfattar ett av de största våtmarksområdena i Europa som kallas för Pripjatträsken efter floden Pripjat eller Pinskträsken efter staden Pinsk.
Namnet Polesien har slaviskt ursprung och kan fritt översättas med "skogsland".

## Historia
Polesien tillhörde vojvodskapet
Brest (Brzesc) i det forna polska riket
(storfurstendömet Litauen) och sträckte sig på ömse sidor om floden Pripet samt begränsades i väster av
Podlachien, i söder av Galizien och Volynien samt i öster av Ukraina.
Efter Polens delningar införlivades det i Ryska imperiet motsvarade i den sydöstra delen av guvernementet Grodno och södra delen av guvernementet Minsk samt mindre områden av Volynien, Kiev och Mohilev, tillsammans omkring 87 000 km2, varav omkring en fjärdedel var odlingsbart. Återstoden utgjorde antingen trädlösa kärr eller sumpig skogsmark. Klimatet var ytterst osunt och folkmängden ringa.
Sedan 1873 försökte ryska regeringen genom kanaler torrlägga marken, varigenom över 3 000 km2 otillgängliga kärr förvandlades till ängsmark, 5 000 km2 skogsland torrlades och 1 000 km2 förvandlades till åkerjord.